# Gösta Olson
Pour les articles homonymes, voir Olson.
Gösta Olson, né le 10 mai 1883 à Linköping et mort le 23 janvier 1966 à Stockholm, est un gymnaste artistique et un escrimeur suédois.
Il est médaillé d'or du concours général par équipes aux Jeux olympiques d'été de 1908 à Londres. Il est aussi éliminé au premier tour du tournoi d'épée lors de ces mêmes Jeux.